# 编织雀属
编织雀属（学名：Sporopipes）是织布鸟科下的一个属。

## 下属物种
本属包括以下物种：
- 点额编织雀 Sporopipes frontalis (Daudin, 1800)
- 鳞额编织雀 Sporopipes squamifrons (A.Smith, 1836)